# Vernazza
Vernazza (latin: Vulnetia) är en kommun och en stad som ligger i provinsen La Spezia i  Ligurien, i nordvästra Italien. Vernazza är en av de fem städer som utgör området Cinque Terre. I Vernazza finns ingen biltrafik och staden ger ett intryck av fiskeby, som den en gång har varit. Vernazza har den enda naturliga hamnen i Cinque Terre.
Vernazzas namn kommer av det latinska adjektivet verna, som betyder "ursprunglig". Det lokala vinet som produceras i anslutning till staden kallas vernaccia och dess namn betyder "lokalt" eller "vårt".
Staden har legat till grund för en karta i spelet HITMAN från 2016, där den heter Sapienza.